# Alanoud Alsharekh
Alanoud Alsharekh es una activista kuwaití por los derechos de la mujer. Es fundadora y miembro de Abolish 153, una campaña que llama a poner fin a los crímenes de honor en Kuwait. Fue galardonada con la Orden Nacional del Mérito (Francia) y se convirtió en una de las 100 mujeres más destacadas por la BBC en 2019.

## Biografía y educación
Alsharekh nació en Kuwait. Estudió en la Escuela Bilingüe Al Bayan y aunque debía graduarse en 1992, pero no pudo hacerlo debido a la invasión de Kuwait. Estudió Literatura Inglesa en el King's College de Londres. Obtuvo su licenciatura en 1996, antes de mudarse a la Escuela de Estudios Orientales y Africanos para estudiar lingüística aplicada, a través de una beca otorgada por la Universidad de Kuwait. Regresó a Kuwait embarazada de su hija al mismo tiempo que comenzaba el movimiento de sufragio. Cuando las mujeres perdieron su lucha por los derechos políticos plenos en 1999, regresó a a la Escuela de Estudios Orientales y Africanos para su doctorado, enfocándose en feminismo comparativo y en Estudios del Oriente Medio.

## Carrera
Tras de completar su doctorado, Alsharekh fue nombrada investigadora asociada en la Escuela de Estudios Orientales y Africanos. Se unió a la Universidad de Upsala, donde se interesó en la literatura de Oriente Medio. Ha ocupado los puestos de académica visitante y consultora sénior en la Universidad de Upsala, Whittier College y la Universidad de Kuwait. Fue nombrada miembro de la Oficina de Seguridad Nacional de Kuwait en 2008.
Alsharekh es miembro asociado de la organización no gubernamental Chatham House, donde dirige el programa de Empoderamiento de las mujeres kuwaitíes en política. Simultáneamente, es directora de la Consultoría Estratégica Ibtkar. En esta capacidad, ha trabajado para apoyar los derechos de la mujer tanto en Kuwait como en el extranjero. Ibtkar ha liderado el programa Empoderamiento de las mujeres kuwaitíes en política, que incluyó un año de capacitación para mujeres kuwaitíes en liderazgo político. Además de capacitar a mujeres en Kuwait, Ibtkar ha realizado cursos culturalmente apropriados para el Great Ormond Street Hospital y el Royal College of Art.
Junto con su trabajo con Ibtkar, Alsharekh ha desempeñado el puesto de directora de la campaña Amigos que cuidan orienta a niñas en riesgo dentro del sistema de atención social de Kuwait. Ha trabajado como consultora de género tanto para ONU Mujeres como para el Programa de las Naciones Unidas para el Desarrollo. Alsharekh dio una charla TED en la ciudad de Kuwait donde habló sobre su activismo feminista. Alsharekh es la directora fundadora de la campaña Abolish 153 que busca terminar con los crímenes de honor en Kuwait. También es jefa de departamento en la Arab Open University. En 2018 fue nombrada miembro no-residente en el Instituto de Estados Árabes del Golfo. También sirve en la junta asesora del Foro Diplomático Global.

### Premios y honores
Entre sus premios y honores destacan:
- 2012 Premio Voces del Éxito de Kuwait
- 2013 Premio Árabe de Investigación en Ciencias Sociales y Humanidades a la mejor publicación en una revista extranjera del Instituto de Estudios de Posgrado de Doha
- 2015 Premio Chaillot de los Derechos Humanos de la Unión Europea[19]
- 2016 Orden Nacional dal Mérito (Francia)[9]
- 2019 Mujeres Árabes Sobresalientes[20]
- 2019 100 Mujeres más Destacadas por la BBC en 2019[21][22]

### Publicaciones destacadas
Entre sus publicaciones destacan:
- Alsharekh, Alanoud (30 de marzo de 2011). «Reform and Rebirth in the Middle East». Global Politics and Strategy 53: 51-60.
- Alanoud, Alsharekh (2012). Popular Culture and Political Identity in the Arab Gulf States. Saqi. ISBN 0863568629.
- Alanoud, Alsharekh (2005). Challenging Limitations: Conference on the Redefinition of Roles for Women in the GCC. Saffron Books. ISBN 1872843352.